# Ellie Kendrick
Eleanor Lucy V. Kendrick, detta Ellie (Londra, 6 giugno 1990), è un'attrice britannica, conosciuta per aver interpretato Anna Frank nella miniserie BBC Il diario di Anna Frank (2009) e per il suo ruolo di Meera Reed nella serie televisiva Il Trono di Spade (Game of Thrones).

## Filmografia

### Cinema
- An Education, regia di Lone Scherfig (2009)
- Bella giornata per un matrimonio (Cheerful Weather for the Wedding), regia di Donald Rice (2012)
- Native, regia di Daniel Fitzsimmons (2016)
- Love Is Thicker Than Water, regia di Emily Harris e Ate de Jong (2016)
- Whisky Galore!, regia di Gillies MacKinnon (2016)
- The Levelling, regia di Hope Dickson Leach (2016)
- Bonus Track, regia di Julia Jackman (2023)

### Televisione
- Waking the Dead – serie TV, 1 episodio (2004)
- Doctors – soap opera, 1 puntata (2004)
- In2Minds – serie TV, 1 episodio (2004)
- Prime Suspect: The Final Act – miniserie TV (2006)
- Lewis – serie TV, 1 episodio (2007)
- Il diario di Anna Frank (The Diary of Anne Frank) – miniserie TV, 5 puntate (2009)
- Upstairs Downstairs – miniserie TV, 3 puntate (2010)
- Being Human – serie TV, 2 episodi (2012-2013)
- Chickens  – serie TV, 1 episodio (2013)
- Il Trono di Spade (Game of Thrones) – serie TV, 16 episodi (2013-2017)
- Misfits – serie TV, 5 episodi (2013)
- Vanity Fair - La fiera delle vanità (Vanity Fair) – miniserie TV, 6 puntate (2018)
- Press – miniserie TV, 6 puntate (2018)
- McDonald & Dodds – serie TV, 1 episodio (2020)
- Cobra - Unità anticrisi (Cobra) – serie TV, 6 episodi (2020)

## Doppiaggio
- World of Warcraft: Battle for Azeroth – videogioco (2018)
- World of Warcraft: Shadowlands – videogioco (2020)